# As de pique
Pour les articles homonymes, voir As de pique (homonymie).
L'as de pique est une carte à jouer portant comme valeur l'as et comme enseigne le pique. Dans les jeux faisant usage des enseignes françaises, on la retrouve dans les paquets de 32 cartes, de 52 cartes et la plupart des jeux de tarot.
La valeur de l'as de pique varie de jeu en jeu, mais il s'agit souvent de la carte la plus faible ou la plus forte des piques.

## Dessin

### Généralités
L'as de pique est une valeur dont l'enseigne est le pique. A minima, cette valeur est représentée par le dessin d'un pique unique, généralement en noir, au centre de la carte. La valeur et l'enseigne sont souvent reprises dans au moins deux coins opposés de la carte (parfois dans les quatre) ; toutefois, à la différence des autres cartes, la valeur n'est pas toujours indiquée par un nombre (ici « 1 »), mais par son initiale : « A », « E » (danois « es », suédois « ess »), « Т » (russe « туз »), etc. L'as de pique est une carte de couleur noire, une couleur partagée avec l'as de trèfle ; elle reste le plus souvent noire dans les jeux de cartes quadricolores (en).

### Tradition anglo-saxonne
Si les as de pique des jeux européens continentaux ont généralement un dessin dépouillé, il en va autrement de leurs homologues des pays anglo-saxons, qui bénéficient d'un dessin particulièrement orné, souvent nettement plus grand que sur les autres cartes. Cette tradition provient de l'usage de l'as de pique comme marque d'impôt au Royaume-Uni avant le XIXe siècle.
Au XVIIe siècle, les monarques britanniques Jacques Ier et Anne imposent des lois exigeant que l'as de pique portent le logo de l'imprimeur. Le droit de timbre est étendu aux cartes à jouer par Anne en 1711 et reste en vigueur jusqu'en 1960,, initialement à la valeur de six pence. Au fil du temps, plusieurs méthodes sont employées pour mettre en évidence le paiement de l'impôt. À partir de 1712, l'une des cartes du paquet est marquée d'un tampon ; l'as de pique est principalement utilisé, probablement parce qu'il s'agit alors de la carte du dessus dans un paquet disponible à la vente.
En 1765, le tampon est remplacé par l'impression d'un as de pique officiel, incorporant les armoiries royales. Cette carte est fabriquée par le service des impôts : l'imprimeur n'est pas autorisé à imprimer ses propres as de pique. L'impôt forme à cette époque la plus grande partie du prix d'un paquet de cartes, au moins 60 % pour les cartes de luxe et plus de 90 % pour les cartes les moins chères. En 1828, l'impôt atteint deux shillings et six pence (soit 30 pence) ; pour lutter contre la fraude fiscale, il est réduit à un shilling (soit 12 pence) et un nouveau dessin officiel, encore plus élaboré, est produit, imprimé par Perkins Bacon (en) ; il est surnommé « Old Frizzle »,.
En 1862, l'impôt est réduit à trois pence et uniquement porté sur des bandeaux officiels entourant les paquets de cartes. Les fabricants sont alors libres du dessin de l'as de pique, mais la plupart choisissent de conserver sa décoration complexe ; la carte porte alors également les informations du fabricant. Cette tradition se propage aux États-Unis. Le dessin de l'as de pique est tellement important qu'il devient sujet à brevets et marques déposées. Par exemple, le 5 décembre 1882, George G. White reçoit le brevet américain US0D0013473 pour son dessin où l'as est orné des figures d'un homme et d'une femme se penchant sur l'enseigne de chaque côté.
Cette particularité n'est présente que sur les paquets de cartes anglo-saxons : les as de pique des autres pays européens ne portent pas, en général, de marques spécifiques. Toutefois, des systèmes d'impôts similaires ont pu exister sur d'autres cartes. Par exemple, en France, l'acquittement de l'impôt ayant été indiqué par le passé sur l'as de trèfle, cette carte est généralement plus travaillée que les autres dans les paquets de cartes français. En Allemagne, le fabricant ASS utilise l'as de cœur pour l'étiquetage de ses produits.

### Tradition néerlandaise
Dans les paquets vendus aux Pays-Bas, le fond des cartes d'as est généralement décoré d'un paysage, là où celui des autres valeurs reste blanc. L'origine de cette tradition n'est pas claire mais semble remonter à la fin du XIXe siècle. Dans les cartes vendues par Cartamundi (en) (les plus courantes aux Pays-Bas), l'as de pique comporte sur une moitié de la carte un dessin du Rijksmuseum d'Amsterdam, et sur l'autre, la Waterpoort (en) de Sneek.

### Galerie

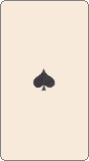
As de pique d'un jeu de tarot du cartier allemand C.L. Wüst, fin du XIXe siècle : en dehors de l'enseigne au centre, aucune autre indication n'est présente.
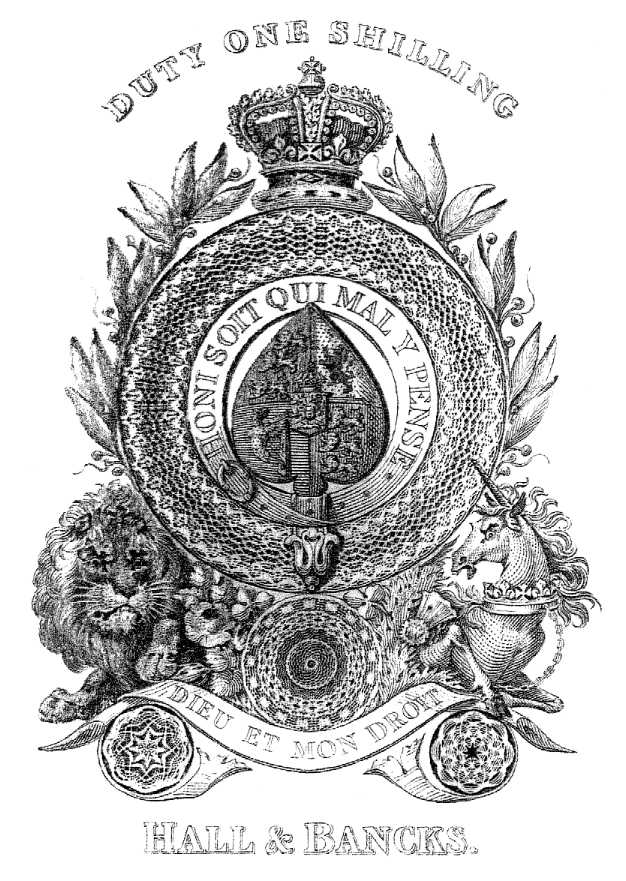
Jeu britannique, 1828 : l'as de pique est richement décoré.
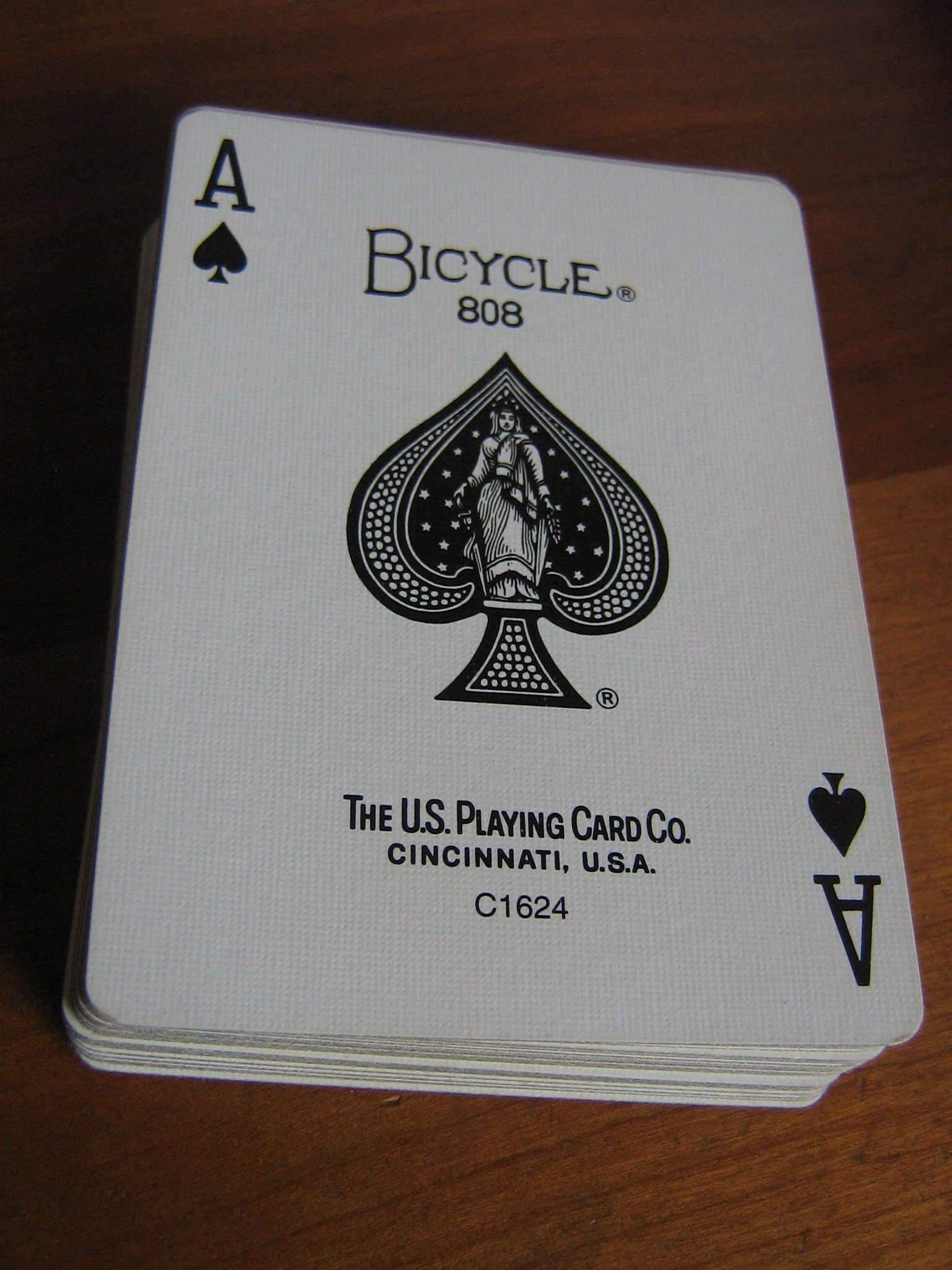
As de pique sur un paquet de cartes de la marque américaine Bicycle : la carte comporte une enseigne largement plus décorée que le reste du paquet, ainsi que le nom du fabricant et de la série.

## Usage

### Jeux de cartes
De façon générale, l'as de pique peut être la plus forte carte de pique, suivant le roi de pique, ou la plus petite, précédant immédiatement le deux de pique. Dans les jeux où le pique est la plus forte couleur (comme au bridge), l'as de pique peut être considéré comme la plus forte de toutes les cartes.

### Expressions
« As de pique » est une insulte désuète, au sens tout d'abord d'« imbécile » ou de personnage laid, gringalet et chétif, puis d'individu étrange et drôle. On la trouve, par exemple, dans Jodelet duelliste de Paul Scarron (1646) ou Le Dépit amoureux de Molière (1656). L'origine de l'insulte n'est pas connue, peut-être une analogie avec la faible valeur d'un as dans de nombreux jeux de cartes.
L'expression « fagoté comme l'as de pique » désigne une personne mal habillée. « Fagoter » vient des fagots de bois : il désigne le fait d'assembler et de lier des branches et brindilles en fagots. Mal liées, ou mal « fagotées », les branches dépassent dans tous les sens du fagot. De même, les vêtements de la personne « mal fagotée » rebiquent ici ou là, que ce soit le col relevé ou la chemise sortie du pantalon, etc. L'association de l'as de pique à cette expression n'est pas vraiment comprise. Selon certains, l'as serait tout simplement la carte la moins bien « habillée » d'un jeu de cartes (notamment par rapport aux figures : valets, dames et rois). Il pourrait s'agir également d'une analogie avec la drôlerie ou l'étrangeté d'une personne qualifiée d'as de pique. Une autre hypothèse est qu'il ne s'agirait pas d'une carte mais de « l'as des valets de pique ». Les valets de pique étaient des personnes employées au Moyen Âge pour déposer des fagots, allumer le feu, et embrocher sur la pique les animaux destinés à être rôtis, d'où l'aspect peu reluisant de leur tenue, imprégnée de sueur, de graisse et de fumée. L'as des piqueurs était vraisemblablement le plus repoussant d'entre eux, d'où cette expression.[réf. souhaitée]
L'as de pique désigne également familièrement le croupion d'une volaille.

### Musique
En musique, l'as de pique fait partie de l'iconographie associée aux mouvements punk, punk hardcore et hard rock. Ace of Spades ("as de pique" en anglais) est par ailleurs le titre d'un album du groupe britannique Motörhead.

### En temps de guerre
L'as de pique est employé à plusieurs reprises dans un contexte guerrier. Pendant la Seconde Guerre mondiale, les soldats du 506e régiment d'infanterie parachutée de la 101e division aéroportée américaine sont reconnaissables par le pique peint sur le côté de leurs casques. Dans ce contexte, le pique est perçu comme un symbole de chance.
L'as de pique est utilisé par des soldats américains comme arme psychologique durant la guerre du Viêt Nam, dans les années 1960. Mal informées, les troupes américaines pensent alors que les traditions vietnamiennes associent le pique à la mort et la mauvaise fortune. Afin d'effrayer les soldats du Viet Cong sans combattre, il est courant de laisser des as de pique sur le corps des Vietnamiens morts ou d'en tapisser les champs et le sol des forêts. Cette coutume est estimée suffisamment efficace pour que la Charlie Company, 2d bataillon, 35e régiment d'infanterie demande au fabricant United States Playing Card Company (en) de leur fournir des caisses d'as de pique en gros. Celles-ci sont souvent marquées par « Bicycle Secret Weapon » (littéralement « arme secrète bicyclette », un jeu sur le nom du fabricant de cartes à jouer Bicycle[réf. nécessaire]. Or, de leur côté les combattants Viet Cong n'attachent aucune peur superstitieuse à l'as de pique. La carte sert donc principalement à remonter le moral aux soldats américains. Certains d'entre eux l'attachent à leur casque comme une sorte de contre-symbole pacifiste. 
Plus récemment, en 2003, un jeu de cartes portant les photographies d'hommes d'État du régime irakien est distribué aux soldats américains pendant l'opération Liberté irakienne. Saddam Hussein est associé à la carte la plus forte du jeu : l'as de pique.

### Dans la communauté asexuelle

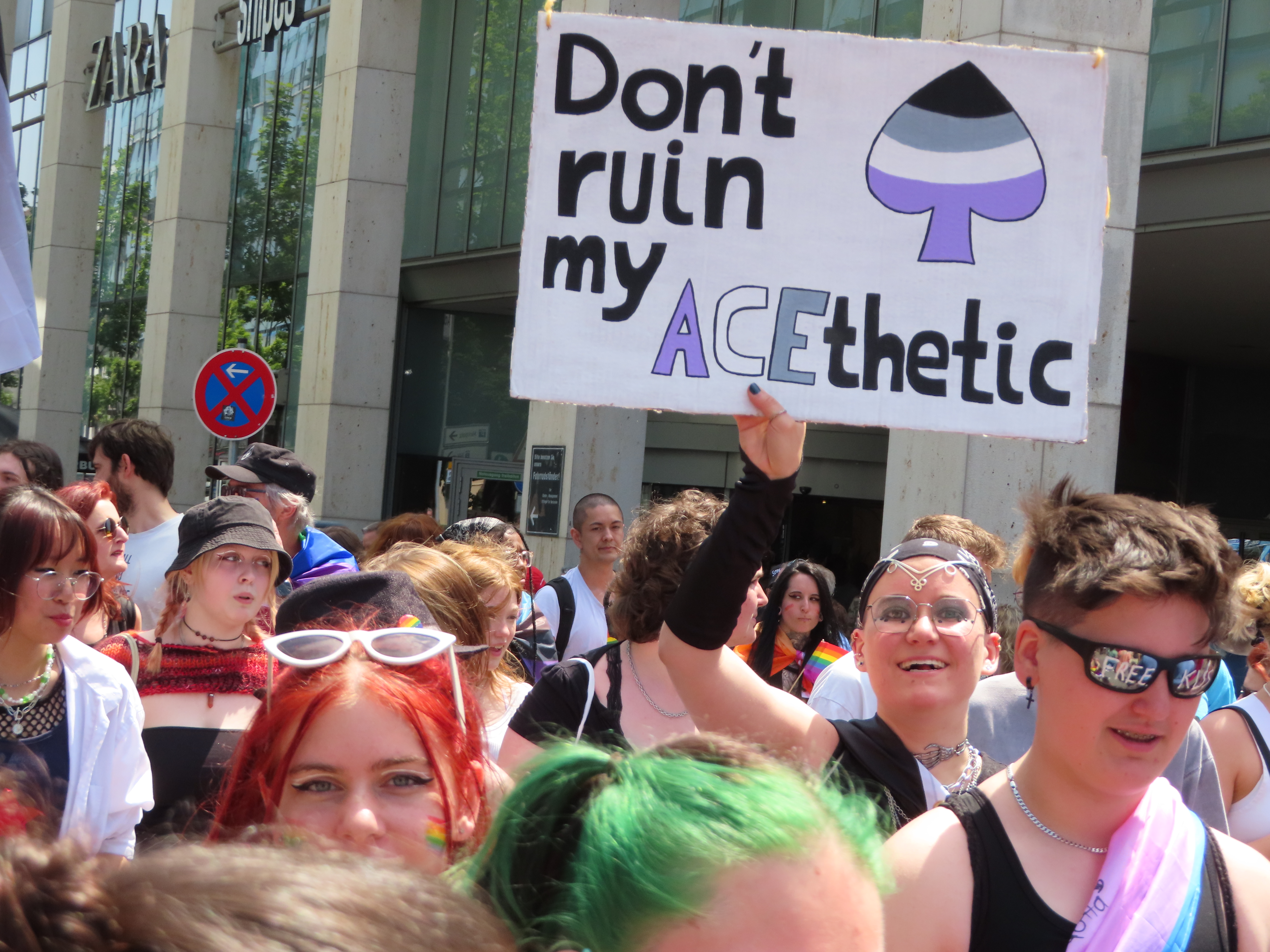

L‘as (ace en anglais), due à sa prononication identique au raccourcissement phonétique d'asexuel (en anglais, asexual est souvent raccourci en ace) est parfois utilisé pour représenter l’asexualité. L’as de pique est ainsi utilisé pour représenter l’asexualité aromantique, et l’as de cœur est utilisé pour représenter l’asexualité romantique.